# 푸위안후이
푸위안후이(傅园慧, 1996년 1월 7일~)는 배영을 주종목으로 하는 중화인민공화국의 수영 선수이다. 2014년 인천 아시안 게임 여자 배영 50m 결승 경기에서 27초66로 금메달을 확득했다.